# Вильгельм, Анетте
Ане́тте Вильге́льм (швед. Anette Wilhelm, урожд. Ане́тте Све́нссон, швед. Anette Svensson; род. 22 марта 1972, Стокгольм) — шведская кёрлингистка на колясках.
В составе сборной Швеции по кёрлингу на колясках участник и бронзовый призёр зимних Паралимпийских играх 2006 и 2010, участник четырёх чемпионатов мира (серебряные призёры в 2009). Чемпион Швеции.
Раньше играла на позициях первого и второго, позднее начала играть на позиции четвёртого, стала скипом команды.

## Достижения
- Зимние Паралимпийские игры: бронза (2006, 2010).
- Чемпионат мира по кёрлингу на колясках: серебро (2009).
- Чемпионат Швеции по кёрлингу на колясках: золото (2015), серебро (2024).

- Награда за спортивное мастерство и честную игру на чемпионате мира по кёрлингу на колясках (англ. Wheelchair Sportsmanship Award)[5]: 2009.

## Команды
| Сезон   | Четвёртый        | Третий           | Второй           | Первый           | Запасной       | Тренер                           | Турниры            |
| ------- | ---------------- | ---------------- | ---------------- | ---------------- | -------------- | -------------------------------- | ------------------ |
| 2001—02 | Ялле Юнгнелл     | Гленн Иконен     | Анетте Вильгельм | Бернт Шёберг     | Claes Hultling | Thomas Wilhelm                   | ЧМК 2002 (4 место) |
| 2003—04 | Ялле Юнгнелл     | Гленн Иконен     | Бернт Шёберг     | Анетте Вильгельм | Рольф Юханссон | Thomas Wilhelm                   | ЧМК 2004 (7 место) |
| 2004—05 | Ялле Юнгнелл     | Гленн Иконен     | Рольф Юханссон   | Анетте Вильгельм | Бернт Шёберг   | Олле Брудстен, Thomas Wilhelm    | ЧМК 2005 (4 место) |
| 2005—06 | Ялле Юнгнелл     | Гленн Иконен     | Рольф Юханссон   | Анетте Вильгельм | Бернт Шёберг   | Олле Брудстен, Thomas Wilhelm    | ЗПИ 2006           |
| 2008—09 | Ялле Юнгнелл     | Гленн Иконен     | Патрик Бурман    | Анетте Вильгельм |                | Thomas Wilhelm, Patrik Kihlström | ЧМК 2009           |
| 2009—10 | Ялле Юнгнелл     | Гленн Иконен     | Патрик Бурман    | Анетте Вильгельм | Патрик Каллин  | Томас Нурдин                     | ЗПИ 2010           |
| 2011—12 | Ялле Юнгнелл     | Gert Erlandsson  | Патрик Каллин    | Анетте Вильгельм |                | Томас Нурдин                     | ЧМК 2012 (6 место) |
| 2014—15 | Патрик Каллин    | Кристина Уландер | Ронни Перссон    | Анетте Вильгельм |                |                                  | ЧШК 2015           |
| 2023—24 | Анетте Вильгельм | Ронни Перссон    | Stefan Vegeborn  | —                |                |                                  | ЧШК 2024           |
| 2024—25 | Ронни Перссон    | Анетте Вильгельм | Stefan Vegeborn  | —                |                |                                  | ЧШК 2025 (6 место) |

(скипы выделены полужирным шрифтом)

## Частная жизнь
Анетте Вильгельм была парализована ниже пояса в результате травм, полученных в автомобильной аварии в 1986 году, в возрасте 14 лет.
Вне занятий спортом, по данным на 2009 год, Анетте Вильгельм работала бухгалтером в клинике по лечению травм позвоночника.
Начала заниматься кёрлингом на колясках с 1999 года, когда этот вид спорта только начал развиваться в Швеции.
Замужем, муж — кёрлингист на колясках и тренер Томас Вильгельм (швед. Thomas Wilhelm), также выступавший в составе сборной Швеции на чемпионатах мира и зимних Паралимпийских играх 2006; у них двое детей.